# Trnova (Chorwacja)
Trnova – wieś w Chorwacji, w żupanii dubrownicko-neretwiańskiej, w gminie Dubrovačko primorje. W 2011 roku liczyła 44 mieszkańców.